# Erdkunde
Erdkunde is een internationaal, aan collegiale toetsing onderworpen wetenschappelijk tijdschrift op het gebied van de aardwetenschappen. Het verschijnt 4 keer per jaar; het eerste nummer verscheen in 1947.